# Jolimont (Toulouse)
Pour les articles homonymes, voir Jolimont.
Jolimont est un quartier situé au nord-est de Toulouse, dans le prolongement de l'axe Jean-Jaurès/Marengo. Il se situe sur les hauteurs de la ville, au nord de la butte du Calvinet. C'est un secteur résidentiel comprenant de nombreux grands ensembles qui s'est dépeuplé de ses boutiques lors de la construction du métro de Toulouse dont la station toute proche de Marengo-SNCF ou encore celle de Jolimont permettent désormais de se rendre rapidement ailleurs.
Le quartier est construit sur les flancs d'une colline verdoyante et dominé par les jardins de l'Observatoire et la fameuse Colonne. Il s'agit d'un obélisque commémorant la bataille de Toulouse en 1814.

## Origine du nom
Le mot Jolimont vient de l'occitan Belmont.

## Lieux et monument
- Le monument commémorant la bataille de Toulouse de 1814, par Urbain Vitry (1835), au sommet de la colline de Jolimont. Familièrement appelé par les toulousains : « la colonne ». Il a donné son nom au parc de la Colonne, au milieu duquel il se dresse.
- L'observatoire de Toulouse également d'Urbain Vitry tous deux classés aux titres des monuments historiques.
- L'église Saint-Sylve. Édifice remarquable en rangées alternées de pierres et de briques de Toulouse. L'imposante statue de Saint Sylve qui trônait autrefois sur un socle surélevé du chœur a maintenant pris place dans la chapelle gauche de l'entrée principale de l'église en sorte qu'elle vient désormais saluer celui qui en franchit le pas de la porte.

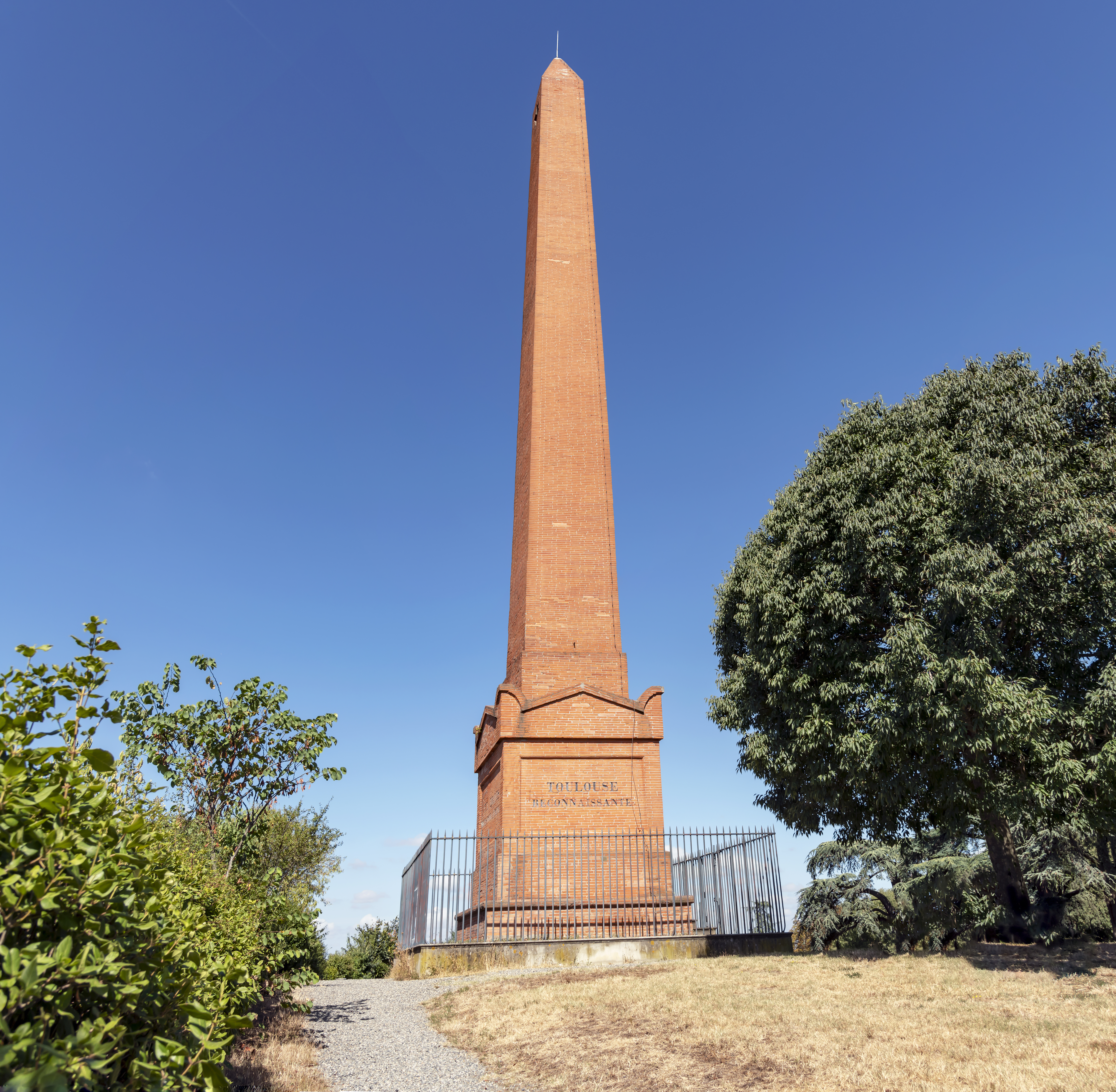
"La Colonne"
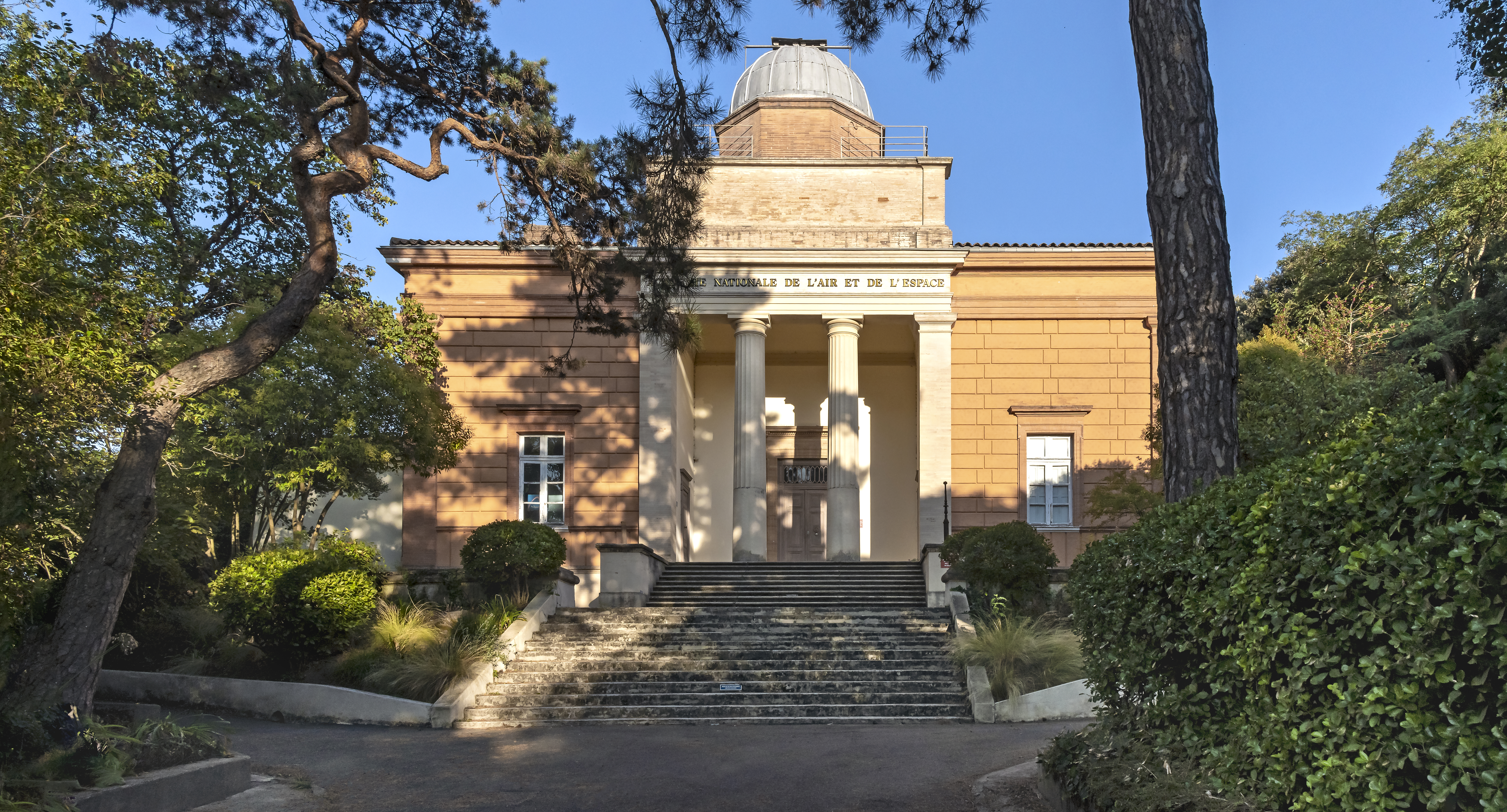
L'observatoire de Toulouse
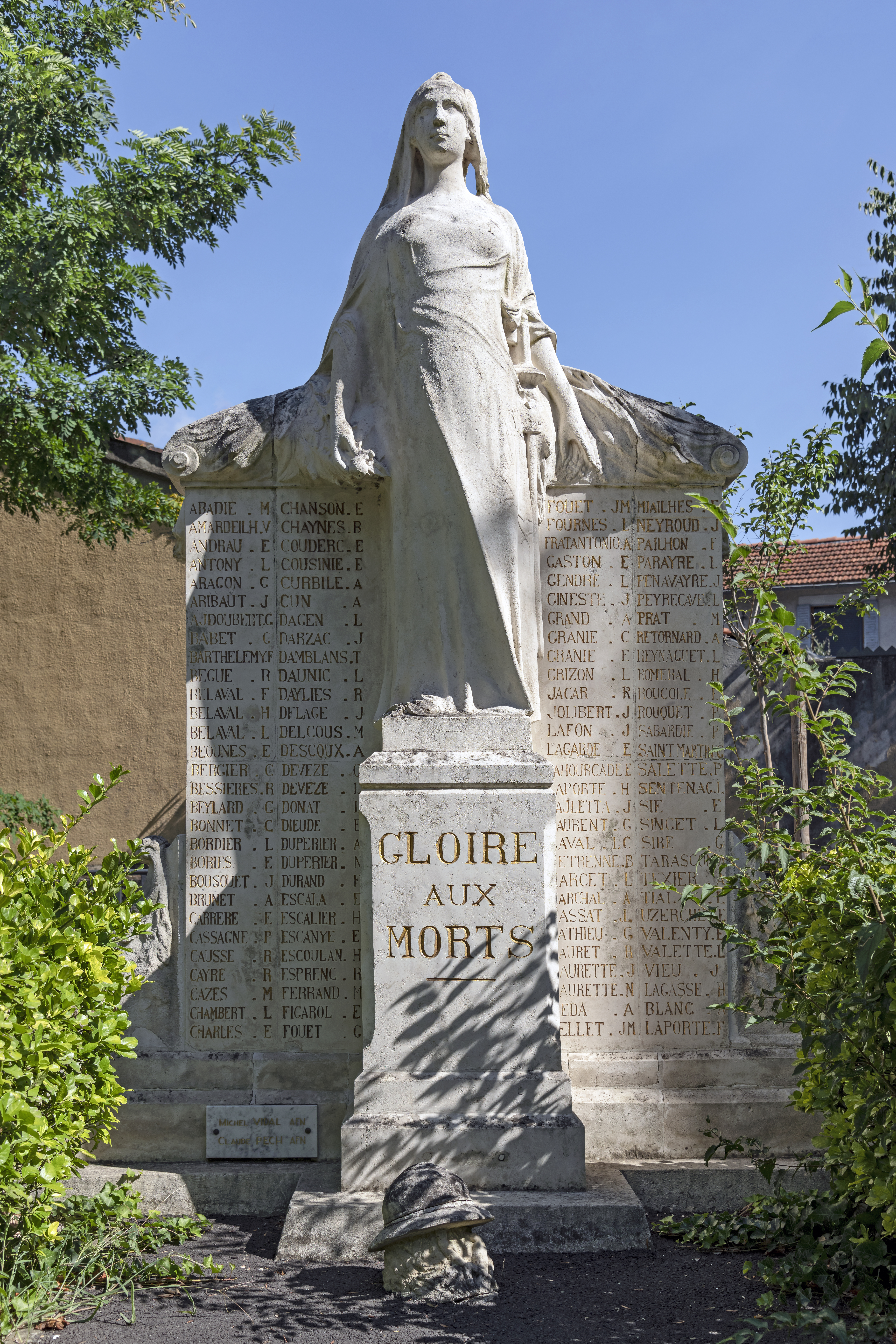
Le monument aux morts
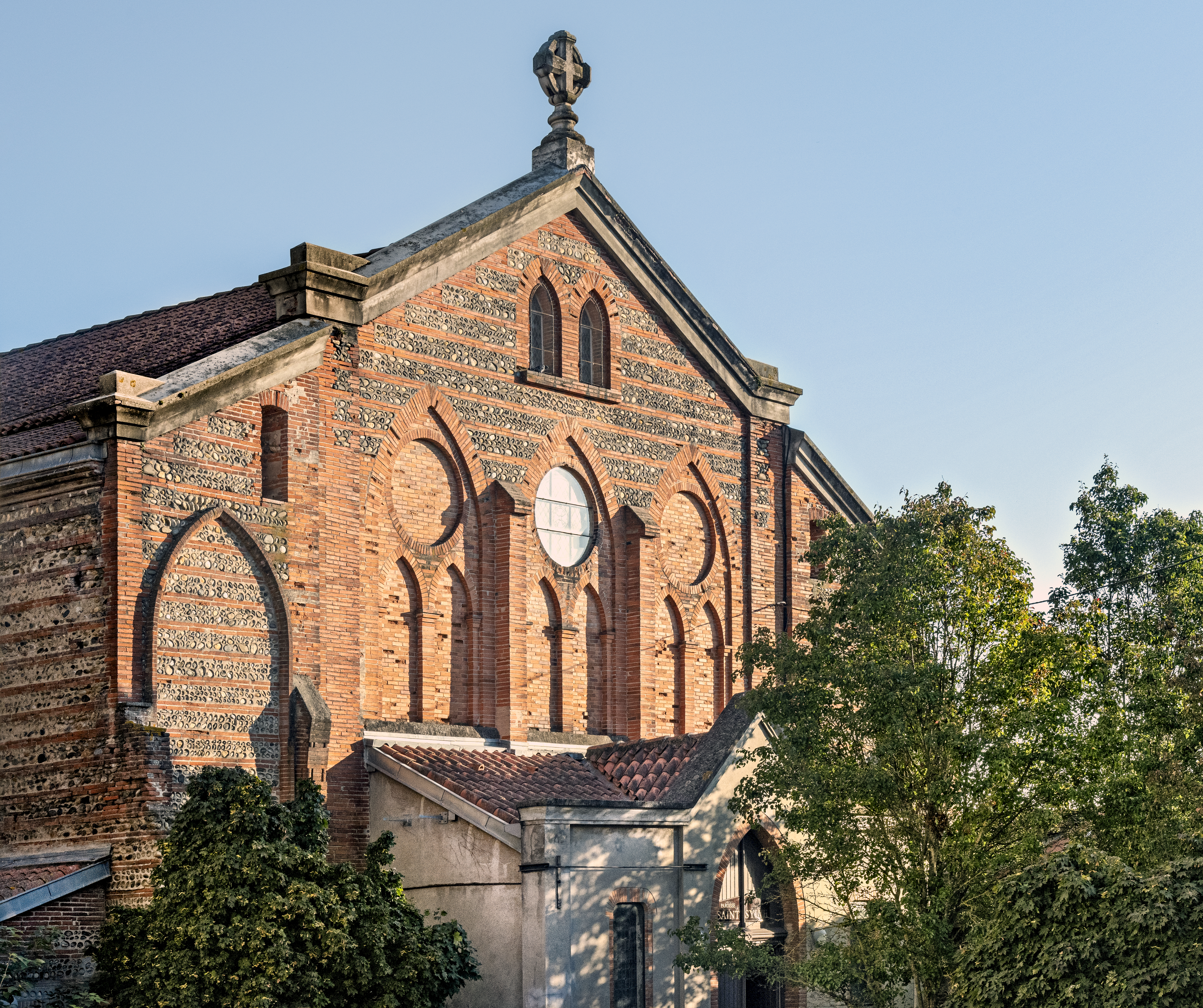
Église Saint-Sylve

## Voies de communication et transports

### Transports en commun
- Gare Matabiau / Marengo – SNCF
  - TGV, Intercités, TER
  - L8142327394243AéroportNoctambusCimetières
  - 318319343351352354355356357358359361362363364
- Jolimont
  -   (ou 14)
  - 37Cimetières